# Гуалинга, Хелена
Сумак Хелена Сирен Гуалинга (исп. Sumak Helena Sirén Gualinga; 27 февраля 2002 года, Сараяку, Пастаса, Эквадор) — эквадорская экологическая активистка и защитница прав человека, защищает права индейского народа Кечуа.

## Биография
Хелена родилась 27 февраля 2002 года в общине Кичва Сараяку (Пастаса, Эквадор). Её мать, Ноэми Гуалинга была президентом Ассоциации женщин Кичва в Эквадоре от коренного населения.